# The Enemy (2001)
The Enemy is een thriller uit 2001 geregisseerd door Tom Kinninmont met in de hoofdrollen Luke Perry, Olivia d'Abo, Roger Moore, Horst Buchholz en Tom Conti. De film is een Amerikaans-Brits-Duits-Luxemburgse co-productie, het scenario is gebaseerd op de roman "The Enemy" van Desmond Bagley.

## Verhaal
George Ashton (Horst Buchholz) was in een vorig leven een wetenschapper in het voormalige oostblok, die chemische wapens ontwikkelde voor de Sovjet-Unie. In de jaren zestig is hij overgelopen naar het Westen nadat hij een dodelijk gif uitgevonden had dat hij "The Enemy" noemde. Enkele decennia later leeft hij een rustig bestaan in Canada samen met zijn zoon Mike (Luke Perry), die geen weet heeft van zijn vaders verleden.
Wanneer Mike aan een aanslag ontsnapt verschijnen twee agenten van de Britse geheime dienst, Ogilvie (Roger Moore) en Cregar (Tom Conti), om de zaak te onderzoeken. Zij zijn echter vooral geïnteresseerd in Mike's  vader, die er prompt vandoor gaat.
Samen met geheim agente Penny Johnson (Olivia d'Abo) probeert Mike zijn vader terug te vinden. Die is ondertussen ontvoerd door terroristen, die Mike dwingen om een tegengif te ontwikkelen in ruil voor het leven van zijn vader. Bij de ruil blijkt dat Cregar de leider van de terroristen is. Het komt tot een confrontatie, waarbij Mike zijn vader weet te redden en Cregar om het leven komt.

## Rolverdeling
| Acteur         | Personage            | Opmerkingen       |
| -------------- | -------------------- | ----------------- |
| Luke Perry     | Dr. Michael Ashton   |                   |
| Olivia d'Abo   | Sgt. Penny Johnson   |                   |
| Roger Moore    | Supt. Robert Ogilvie |                   |
| Horst Buchholz | Dr. George Ashton    |                   |
| Tom Conti      | Insp. John Cregar    |                   |
| Hendrick Haese | Mannek               | als Hendrick Häse |

## Release en ontvangst
De film kende in de Verenigde Staten zijn tv-premiere op 10 februari 2001. In Nederland kwam de film op 5 augustus 2001 uit op video.
Op Rotten Tomatoes heeft The Enemy een publieksscore van 8%, met een gemiddelde waardering van 4,6/10. Ook bij de recensenten kon de film op weinig bijval rekenen vanwege de slordige regie en de ondermaatse acteerprestaties. Scott Weinberg vatte het zo samen:
This movie really serves one useful purpose in the universe; now you know what to say the next time somebody asks “Hey, whatever happened to Luke Perry?”— Scott Weinberg